# Миша Романова
Наталья Владимировна Могиленец (укр. Наталія Володимирівна Могилинець), более известная как Миша Романова (укр. Міша Романова; род. 3 августа 1990, Херсон) — украинская певица, победительница шоу «Хочу V ВИА Гру», бывшая солистка поп-группы «ВИА Гра».

## Биография
Наталья Могиленец родилась 3 августа 1990 года в городе Херсон. Окончила 9 классов херсонской школы № 8. В детстве страдала заиканием. Чтобы избавить её от этого нарушения речи, врачи посоветовали родителям отдать дочь на уроки вокала.
В 2001 году Наталья поступила в херсонскую детскую вокальную студию ДК «Нефтяник». Она пела в ансамбле, затем стала солисткой. Занимала призовые места на всеукраинских конкурсах, среди которых «Маленькі зірки», «Карусель мелодій» и «Світ талантів».
В 2007 году поступила в Киевскую муниципальную академию эстрадного и циркового искусств, которую окончила в 2012 году.

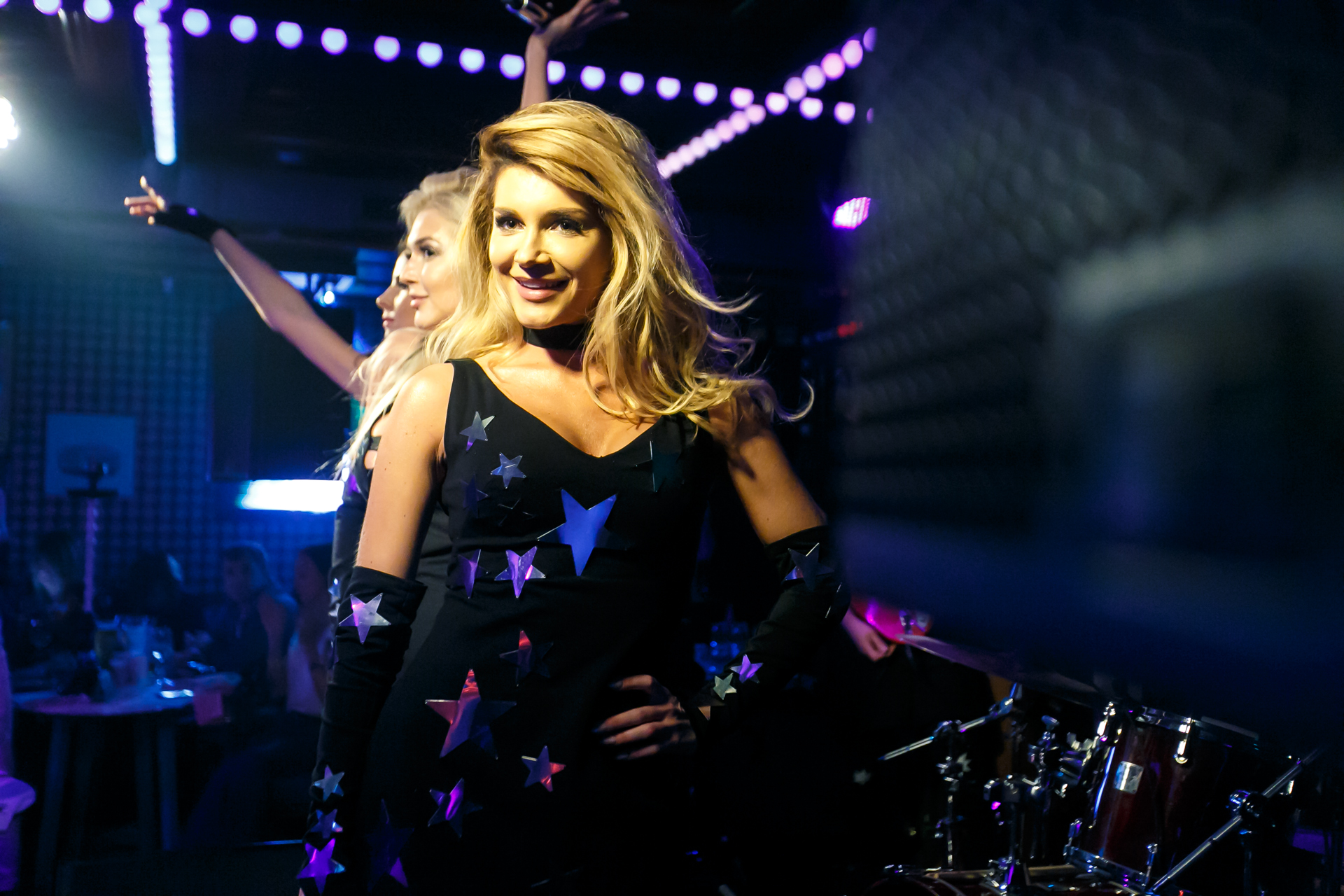
Миша Романова в составе группы «ВИА Гра»

В 2012 году начала карьеру эстрадной певицы. Её продюсером стал Алан Бадоев. Наталья взяла себе сценический псевдоним Миша Романова. По её словам, Миша и Романов — это имя и фамилия двух молодых людей, в которых она была влюблена. Первую песню «Невесомая» написал для неё Макс Барских, с которым они дружат с детства. Сценический дебют Миши Романовой состоялся в городе Горловка, где она спела песню «Не верь мне» дуэтом с Максом Барских.
В 2013 году приняла участие в шоу «Хочу V ВИА Гру». На этом шоу Миша Романова, Эрика Герцег и Анастасия Кожевникова составили коллектив под руководством наставницы Надежды Мейхер. В финале шоу они заняли первое место и стали новым составом группы «ВИА Гра».
По данным на 2013 год, при росте 175 см её вес составлял 52 кг, а параметры фигуры — 82-60-90. В 2016 году вместе с Максом Барских снялась в эротической фотосессии для украинского журнала «XXL».
В марте 2018 года Миша Романова покинула группу «ВИА Гра». Как пояснили в продюсерском центре Meladze Music, она ушла в декретный отпуск.
19 апреля 2019 года Миша Романова выпустила сольный сингл «MAKEUP», а также видеоклип на эту композицию. Автором музыки к песне и режиссёром клипа выступил Макс Барских. В мае состоялась премьера второго сольного сингла «Лунная», написанного Максом Барских в соавторстве с украинской певицей Анной Бастон. На композицию было снято лирическое видео, съёмки которого проходили в Калифорнии, а также в одном из киевских павильонов. «Лунная» пользовалась успехом на украинских радиостанциях, возглавляя хит-парады на протяжении нескольких недель. 19 июля Миша Романова представила трек «Помада», который за неделю набрал более миллиона прослушиваний в YouTube и попал в топ самых прослушиваемых треков в iTunes и Apple Music Украины и России. 23 августа вышла песня «Maxim», а 25 октября певица выпустила сингл «Зачем». В тот же день на официальном YouTube-канале лейбла BEREGA MUSIC вышло одноимённое mood-видео.
24 января 2020 года Романова представила песню и видео под названием «Кино». Текст и музыку к композиции написали Макс Барских и Анна Бастон. 29 мая того же года состоялась премьера клипа на песню «Ты», авторами которой выступили Макс Барских и Паша Климат.
22 октября 2021 года певица выпустила сингл и mood-видео «Бармен». Автором композиции выступил Дмитрий Лорен.
7 февраля 2023 года Миша Романова представила украиноязычную песню «Зима». В августе певица выпустила композицию «Тиша».
12 апреля 2024 года состоялась премьера песни и клипа «Переболіло».

## Личная жизнь
В июле 2015 года стало известно о романе с солистом группы MBAND Владиславом Раммом, после того, как Влад и Миша уехали вдвоём в отпуск. 12 ноября 2015 года стало известно, что Владислав Рамм покидает группу. Спустя полгода, после ухода Влада из группы, пара рассталась.
В 2018 году родила сына Мартина. Имя отца ребёнка певица скрывает.

## Дискография

### Синглы
| Год  | Сингл                                  | Альбом                         |
| ---- | -------------------------------------- | ------------------------------ |
| 2012 | «Невесомая»                            | без альбома                    |
| 2012 | «Не верь мне» (совм. с Максом Барских) | Z.Dance (альбом Макса Барских) |
| 2019 | «MAKEUP»                               | без альбома                    |
| 2019 | «Лунная»                               | без альбома                    |
| 2019 | «Помада»                               | без альбома                    |
| 2019 | «MAXIM»                                | без альбома                    |
| 2019 | «Зачем?»                               | без альбома                    |
| 2020 | «Кино»                                 | без альбома                    |
| 2020 | «Ты»                                   | без альбома                    |
| 2021 | «Бармен»                               | без альбома                    |
| 2023 | «Зима»                                 | без альбома                    |
| 2023 | «Тиша»                                 | без альбома                    |
| 2024 | «Переболіло»                           | без альбома                    |

### В составе группы ВИА Гра
- 2013 — «Перемирие»
- 2014 — «У меня появился другой» (совместно с Вахтангом)
- 2014 — «Кислород» (совместно с Мотом)
- 2015 — «Это было прекрасно»
- 2015 — «Так сильно»
- 2016 — «Кто ты мне?»
- 2017 — «Моё сердце занято»

## Видеография
| Год                      | Клип                                           | Режиссёр                        |
| В составе группы ВИА Гра | В составе группы ВИА Гра                       | В составе группы ВИА Гра        |
| ------------------------ | ---------------------------------------------- | ------------------------------- |
| 2013                     | Перемирие                                      | Алан Бадоев                     |
| 2014                     | У меня появился другой (совместно с Вахтангом) | Сергей Солодкий                 |
| 2014                     | Кислород (совместно с Мотом)                   | Алексей Куприянов               |
| 2015                     | Это было прекрасно                             | Сергей Солодкий                 |
| 2015                     | Так сильно                                     | Сергей Солодкий                 |
| 2016                     | Кто ты мне?                                    | Сергей Ткаченко                 |
| 2017                     | Моё сердце занято                              | Сергей Ткаченко                 |
| Сольная карьера          |                                                |                                 |
| 2019                     | «MAKEUP»                                       | Макс Барских                    |
| 2019                     | «Лунная»                                       | Наталья Могиленец, Макс Барских |
| 2019                     | «Зачем» (Mood Video)                           | нет информации                  |
| 2020                     | «Кино» (VHR Version)                           | нет информации                  |
| 2020                     | «Ты»                                           | нет информации                  |
| 2021                     | «Бармен» (Mood Video)                          | Юрий Движон                     |
| 2024                     | «Переболіло»                                   | Ovanes Gambaryan                |